# Drużynowe Mistrzostwa Świata Par Strongman 1997
Drużynowe Mistrzostwa Świata Par Strongman 1997 – doroczne, drużynowe zawody siłaczy, rozgrywane w zespołach złożonych z dwóch zawodników, reprezentujących ten sam
kraj.
Data: 1997 r.

Miejsce: Vaasa  Finlandia

WYNIKI ZAWODÓW:
| Miejsce | Zawodnicy                            | Kraj            | Punkty |
| ------- | ------------------------------------ | --------------- | ------ |
| 1.      | Jouko Ahola, Riku Kiri               | Finlandia       | 42     |
| 2.      | Jukka Laine, Hannu Osala             | Finlandia       | 42     |
| 3.      | Magnús Ver Magnússon, Torfi Ólafsson | Islandia        | 39     |
| 4.      | Jamie Reeves, Gary Taylor            | Wielka Brytania | 37     |
| 5.      | Berend Veneberg, Wout Zijlstra       | Holandia        | 29     |
| 6.      | Franz Beil, Heinz Ollesch            | Niemcy          | 24     |
| 7.      | Manfred Höberl, Franz Ziller         | Austria         | 23     |
| 8.      | Bo Mortensen, Flemming Rasmussen     | Dania           | 19     |
| 9.      | Goran Rosen, Magnus Samuelsson       | Szwecja         | 13     |